# ジャーマンタウン (メリーランド州)
ジャーマンタウン（英: Germantown）は、アメリカ合衆国メリーランド州のモンゴメリー郡にある国勢調査指定地域（CDP）。ワシントンD.C.の北西40㎞に位置している。ワシントン・ボルチモア・北バージニア広域都市圏に含まれる。人口は9万1249人（2020年）。メリーランド州内のCDPでは、コロンビアに次いで2番目の規模である。都市として法人化されているのはボルチモアに次いでフレデリックが州内第2位の人口であるが、ジャーマンタウンはこれを上回っている。
ジャーマンタウンの町として当初の計画は、1つの中心街と6つの町内ビレッジに分けるというものだった。すなわち、ガナーズレイクビレッジ、キングスビュービレッジ、チャーチルビレッジ、ミドルブルックビレッジ、クロッパーズミルビレッジ、ニールスビルビレッジだった。メリーランド州道118号線とミドルブルック道路の角にあるチャーチルタウンの部分は、ジャーマンタウンの中心街あるいは中心部に最もよく似ており、これはアップカウンティ地域サービスセンター、ジャーマンタウン公共図書館、ブラックロック芸術センター、リーガル・ジャーマンタウン・スタジアム14があり、またレストランが並ぶショッピング街があるからである。州間高速道路270号線の3か所ある出口は1マイル (1.6 km) と離れていない。メリーランド地域通勤鉄道の駅は歩いて行ける範囲にある。ジャーマンタウン交通センターからはライド・オンのシャトル便が出ており、ワシントンメトロのレッドラインにあるシャディグローブ駅に行くことができる。
ジャーマンタウンは町内の配達のために20874と20876、私書箱のために20875の郵便番号を割り当てられている。メリーランド州内には他にもジャーマンタウンという未編入の町が3か所あるが、アメリカ合衆国郵便公社が手紙の宛先として認めているのは本稿のジャーマンタウンのみである。他のジャーマンタウンはアナランデル郡、ボルチモア郡、ウースター郡にある。

## 地名の由来
1830年代と1840年代、中央事業地区がリバティミル道路とクロッパー道路との交差点周辺に造られた。ドイツからの移民数人がこの交差点に店を構えた。町の住人はイングランドやスコットランド人の子孫が多かったものの、町は「ジャーマン・タウン」と呼ばれるようになった。

## 歴史

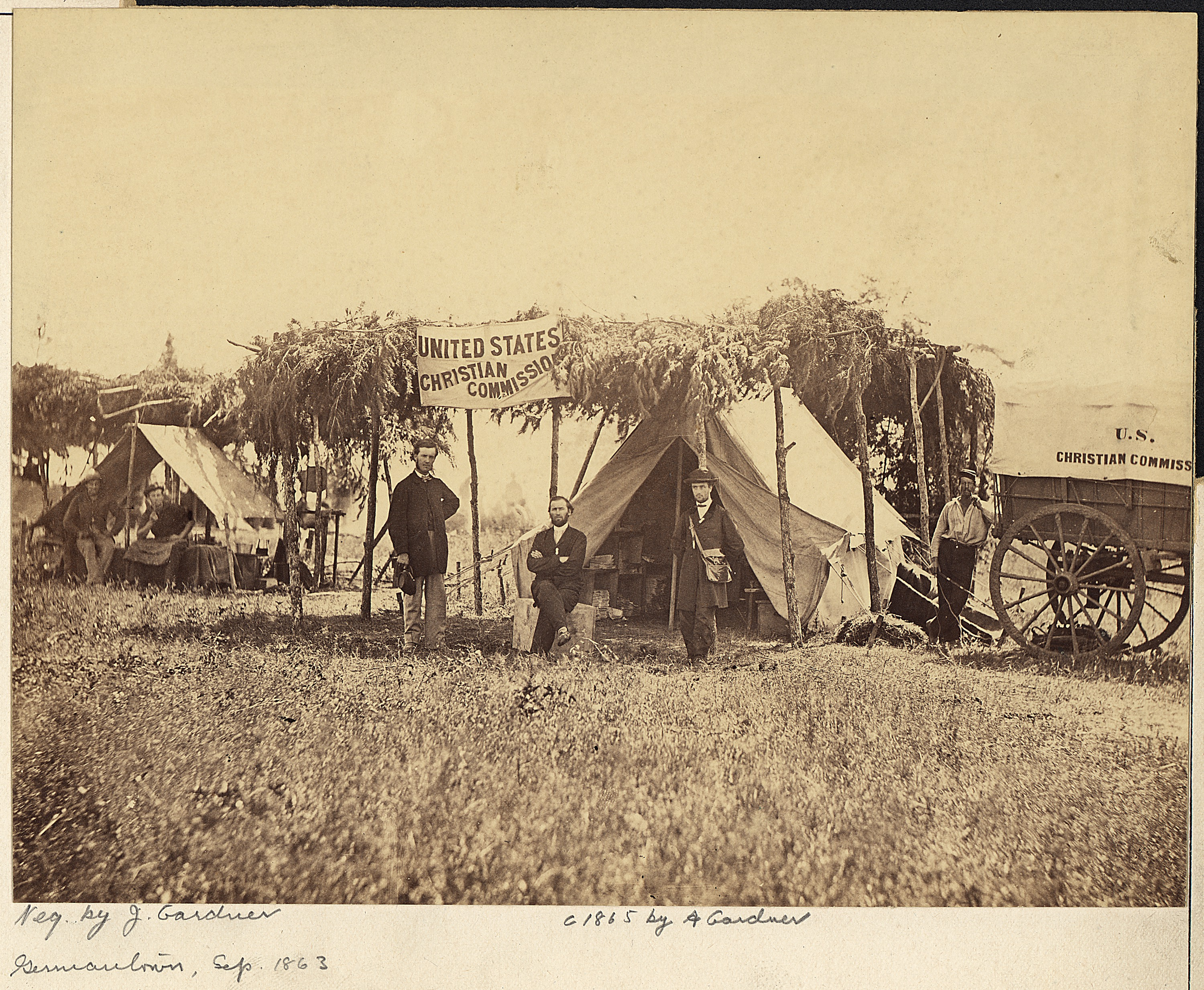
U.S. クリスチャン・コミッションの現地本部、1863年9月

### 19世紀

#### 初期の教育
ジャーマンタウンには南北戦争が終わるまで公立学校が無かった。この頃、教育は家庭で行われていた。1868年、教室1室の校舎がメリーランド州道118号線沿い、ブラックロック道路近くに建てられ、ジャーマンタウンと近くのダーンズタウンからの子弟を教えた。1883年、クロッパー道路近くにさらに大きな教室1室の校舎が建てられた。1910年新しい学校が建設され、そこが現在のジャーマンタウン小学校がる場所となっている。この学校は1階に2室、2階に2室、合計4室あり、各室では2つの学年の児童を収容した。8年生が終わると、生徒は列車を使って近くのロックビルまで行って次の教育を受けた。

#### 南北戦争
南北戦争では、地域にある他の都市を荒廃させた物理的破壊を免れたが、住民の間では恨みの原因となり、分裂が起きていた。多くの住人、特にドイツ人の先祖を持つ人々は、奴隷制度に反対し、息子達は北軍で出征した。対照的に、特にイングランド人を先祖に持つ住人は奴隷を所有しており、仮に奴隷を所有していないとしても、息子達は南軍で出征した。その結果、ジャーマンタウンの多くの住人はそれまで友好的に過ごしていたものが、互いに干渉しないようにし、教会を変えたり、普段は交渉が無かった遠く離れた店や工場まで通ったりするようになった。
1861年の晩夏から秋、ジャーマンタウンの西や隣接するダーンズタウン、プールズビルで、2万名以上の北軍兵が宿営していた。その兵士達がジャーマンタウンを訪れそこの店に通うようになった。1862年9月と1863年6月、北軍兵がメリーランド州道355号線を北に行軍した。それぞれ、アンティータムの戦いとゲティスバーグの戦いに向かうところだった。1864年7月、南軍のジュバル・アーリー少将が率いる部隊がメリーランド州道355号線を下って首都ワシントンD.C.を攻撃した。この戦争全体を通じて、南軍の襲撃部隊がしばしばジャーマンタウンの地域を通った。ジャーマンタウン地域の農夫は、北軍からも南軍からも馬やその他の家畜を取り上げられた。

##### エイブラハム・リンカーン大統領の暗殺
1865年4月20日、エイブラハム・リンカーン大統領暗殺事件の共同陰謀者ジョージ・アツェロットがジャーマンタウンで捕まった。アツェロットは主犯であるジョン・ウィルクス・ブースからアンドリュー・ジョンソン副大統領の暗殺を任されていたが、実行する気が無くなり、リンカーン暗殺の夜にワシントンD.C.から逃げ出していた。現在のノースウェスト高校がある場所近く、従弟のハートマン・リヒターの農場で捕まった。アツェロットは1865年7月7日、メアリー・サラット、ルイス・パウェル、デイビッド・ヘロルドと共に、ワシントンD.C.のマクネア砦で絞首刑に処された。

### 1910年代

#### リバティミル
ボウマン・ブラザーズ・ミルの木造建築物が1914年の火事で焼け落ちたが、その4年後、所有者が事業を再開し、工場は新設のリバティ・ミリング社に売却した。1918年に開所したリバティミルではオーガスタス・セルビーが初代所有者かつマネジャーとなった。リバティミルに電力が引かれ、近くの家屋や企業にも通されたので、ジャーマンタウンはモンゴメリー郡北部で初めて電力を利用した地域になった。

### 1930年代
1935年、プロ野球のワシントン・セネターズ（現在のミネソタ・ツインズ）で投手だったウォルター・ジョンソンが、現在セネカバレー高校がある場所の農園を購入した。ジョンソンは酪農場として活用し、5人の子供と自分の母と共に住んだ。妻は死んでいた。ジョンソンは1946年に死去した。

### 1940年代
リバティミルでは「リバティのやり方を供給する」をスローガンにしていた。8基のサイロがあり、メリーランド州では2番目に大きな製粉所となり、第二次世界大戦の時はアメリカ陸軍に小麦粉を供給した。コーンミールや家畜の餌も製造され、工場の店舗ではパンケーキやマフィンのような特殊混合品が販売された。

### 1950年代

#### アメリカ合衆国原子力委員会
1958年、アメリカ合衆国原子力委員会がワシントンD.C.中心街からジャーマンタウンに移された。これはソ連から核攻撃を受けた場合に、ワシントンD.C.から十分離れている場所だと考えられたからだった。この施設は現在、アメリカ合衆国エネルギー省の管理ビルとして、またその生物学環境研究事務所の本部として使われている。

### 1960年代

#### 初期の開発とマスタープラン
マーシャル・デイビスが、州間高速道路270号線とジャーマンタウン道路が交差する所にある農園を所有していた。州間高速道路270号線がその農園を2つに分けた後、デイビスは1955年にその残っていた土地を国際開発社に1エーカー当たり約1,300ドルで売却することにした。1964年、フェアチャイルド・ヒラー社がその土地を1エーカー当たり約4,000ドルで購入し、その4年後には工業団地を建設した。1959年、ハリー・アングルシーとその家族がホイルズミル道路近くにあった農場を1エーカー当たり1,000ドル足らずで売却した。間もなく、他の農夫達もその所有地を開発業者や投機家に売却した。
1967年、ジャーマンタウン・マスタープランが策定された。広さ17平方マイル (44 km2) の地域に策定されたその計画は、密度の高い中心街と、密度の低い周辺地域を含んでいた。1974年、モンゴメリー郡郡政委員会はモンゴメリー郡企画員会が作成した修正計画を承認した。その修正計画には中心街と6つのビレッジが入っており、それぞれが学校、商店街、公共施設を含む小さな地区で構成されていた。また、中心街近くにモンゴメリー・カレッジの3番目のキャンパスを建設することも挙がっていた。

### 1970年代
1970年代、第二次世界大戦中のドイツ人ロケット科学者ヴェルナー・フォン・ブラウンが、ジャーマンタウンに事務所がある航空機メーカーのフェアチャイルドに入った。エンジニアリングと開発を担当する副社長という肩書だった。フォン・ブラウンは1972年7月1日から1976年末までフェアチャイルド社に在籍していた。
第二次世界大戦終戦後、リバティミルは破産的な状況になっていたが、1971年に放火によって破壊された。1974年、下水道の完成により、ジャーマンタウンは発展し成長するようになった。

#### モンゴメリー・カレッジ
モンゴメリー・カレッジのジャーマンタウン・キャンパスは1978年10月21日にオープンされた。当時、建物が2棟、従業員24人、学生数1,200人だった。2003年には学生数が5,000人にまでなり、4つの建物に80人の従業員が働くようになっていた。宇宙を回る衛星から地球の形をした鋼製給水塔が見られた。2008年、40エーカー (160,000 m2) のバイオテクノロジー研究所が完成した。

### 1980年代

#### 経済成長
1980年代初期から、ジャーマンタウンは急速な経済と人口の成長を経験し、タウンハウスや一戸建て住宅が増加し、都会化された「タウンセンター」が造られた。1986年、郵便番号の単位で、ワシントンD.C.都市圏とメリーランド州では最も成長速度の高い場所となり、1980年代の人口成長率は323.3%となった。

### 2000年代
2000年、アップカウンティ地域サービスセンター（現在はシドニー・クラマー・アップカウンティ地域サービスセンター）が、ジャーマンタウンでオープンし、1階の床面積16,000平方フィート (1,486 m2) の部分は、数年間ジャーマンタウン公共図書館に使われていた。
2000年、メリーランド・サッカープレックスがジャーマンタウンでオープンした。このスポーツ施設には天然芝サッカー場19面、人工芝サッカー場3面、5,200席のスタジアムには照明施設と記者席、バスケットボールコートとバレーボールコートの双方に仕える屋内コート8面がある。ミニ・ゴルフコース2つ、ゴルフ練習場、水泳センターもある。この施設は現在全米女子サッカーリーグのワシントン・スピリットが本拠地にしている。
2001年3月、ジャーマンタウンで唯一の映画館、ジャーマンタウン・コモンズ・ショッピングセンターにある「ソニー6」が閉鎖された。これはロウズ・シネプレックス・エンターテインメントが国内の映画館112館を閉鎖したものの一部であり、ジャーマンタウンには映画館が無くなった。その結果、地元住民はケントランズの映画館や、ゲイザースバーグの「ザ・リオ」に通うことになった。それから1年以上経った2002年5月3日、ホイツ・シネマ14、現在のリーガルがジャーマンタウン・スタジアム14をオープンさせ、再度町に映画館ができた。靴の小売店DSWが、元ソニー6のあった場所に店を開いている。
2002年6月、ステイプルズとベスト・バイが同年秋にジャーマンタウンのマイルストーン・ショッピングセンターで店を開くと広報した。ベスト・バイは2001年に会社の解散に伴って閉店したホーププレースの跡を受けた。
2007年、ジャーマンタウン公共図書館がアップカウンティ地域サービスセンターから現在の場所に1,900万ドルを掛けて移転した。現在はジャーマンタウン・タウンセンターに近く床面積44,193平方フィート (4,106 m2) の独立した建物である。

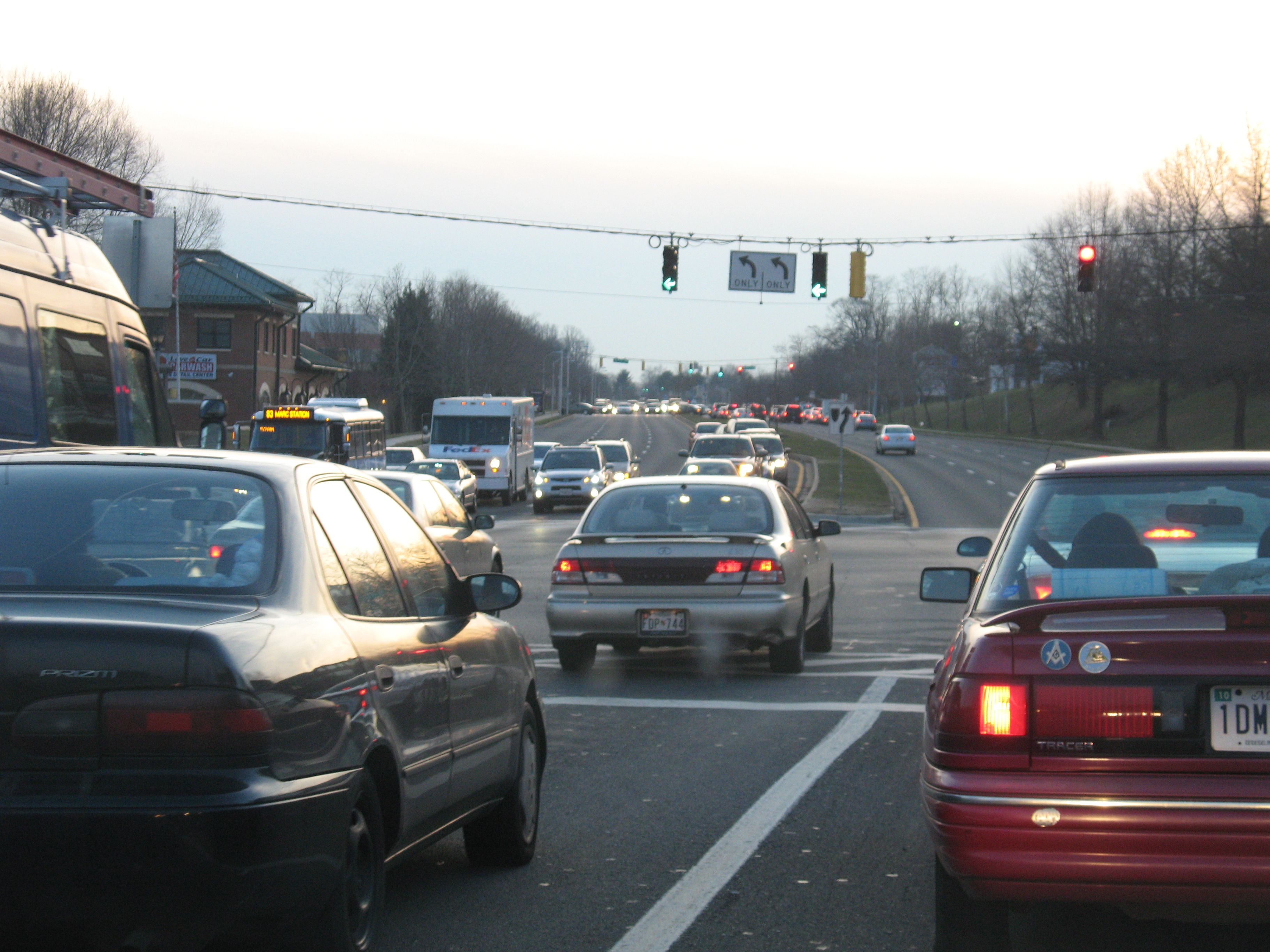
ジャーマンタウン中心街のメリーランド州道118号線とミドルブルック道路の交差点、2008年1月撮影

### 2010年代

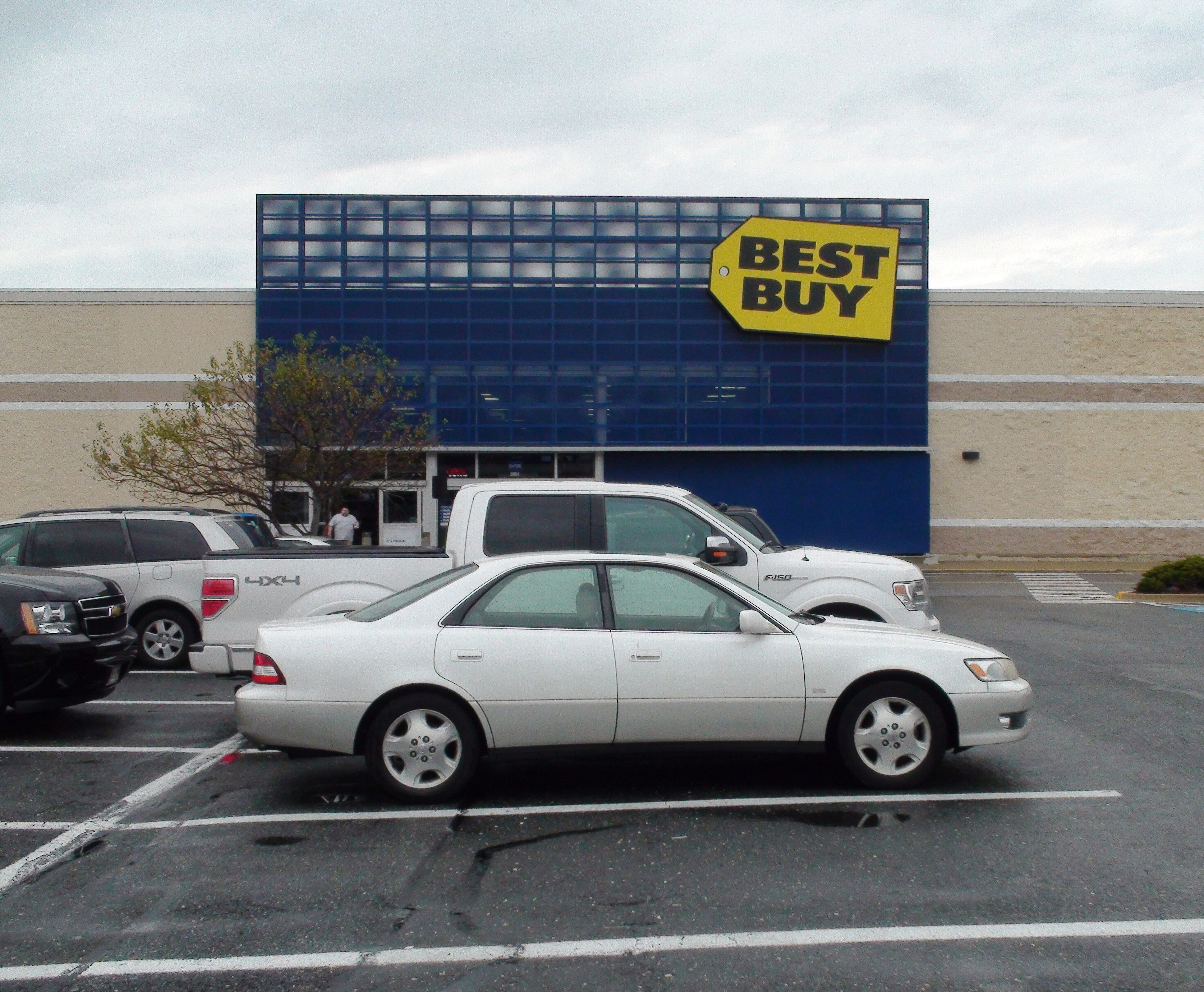
2002年に開店したジャーマンタウンのベスト・バイ、2014年10月撮影

2000年国勢調査に拠れば、ジャーマンタウンの人口は55,419人だった。その10年後の国勢調査では55.9%成長し、86,395人となっていた。
2011年8月14日、中心街のコンビニ店セブン-イレブンがフラッシュ・モブ強盗の犠牲になった。40人近い人々が店に入り、商品を掴んで逃げ出し、代価を払わなかった。この事件は国内でも海外でも広く注目を集めた。
2013年9月29日、アップカウンティ地域サービスセンターがシドニー・クラマー・アップカウンティ地域サービスセンターと改名された・クラマーは1986年から1990年までモンゴメリー郡の行政官だった。
2014年10月、ホリークロス・ヘルスがモンゴメリー・カレッジのキャンパスに床面積237,000平方フィート (22,000 m2) の病院を開いた。この93床の病院は地域に5,000人分の職をもたらすものと計画されている。

## 行政施設
アメリカ合衆国エネルギー省がジャーマンタウンに生物学環境研究事務所の本部を置いている。アメリカ合衆国原子力委員会は、ワシントンD.C.中心街の場所から、ジャーマンタウンにあるエネルギー省ビルに移転した。これはソ連がアメリカの首都を核攻撃した場合に備えたものだった。ワシントンD.C.が核攻撃を受けた場合もジャーマンタウンならその悪影響を免れるだけ離れていると見なされた。その施設は現在エネルギー省の管理事務所として運営されている。

## 経済

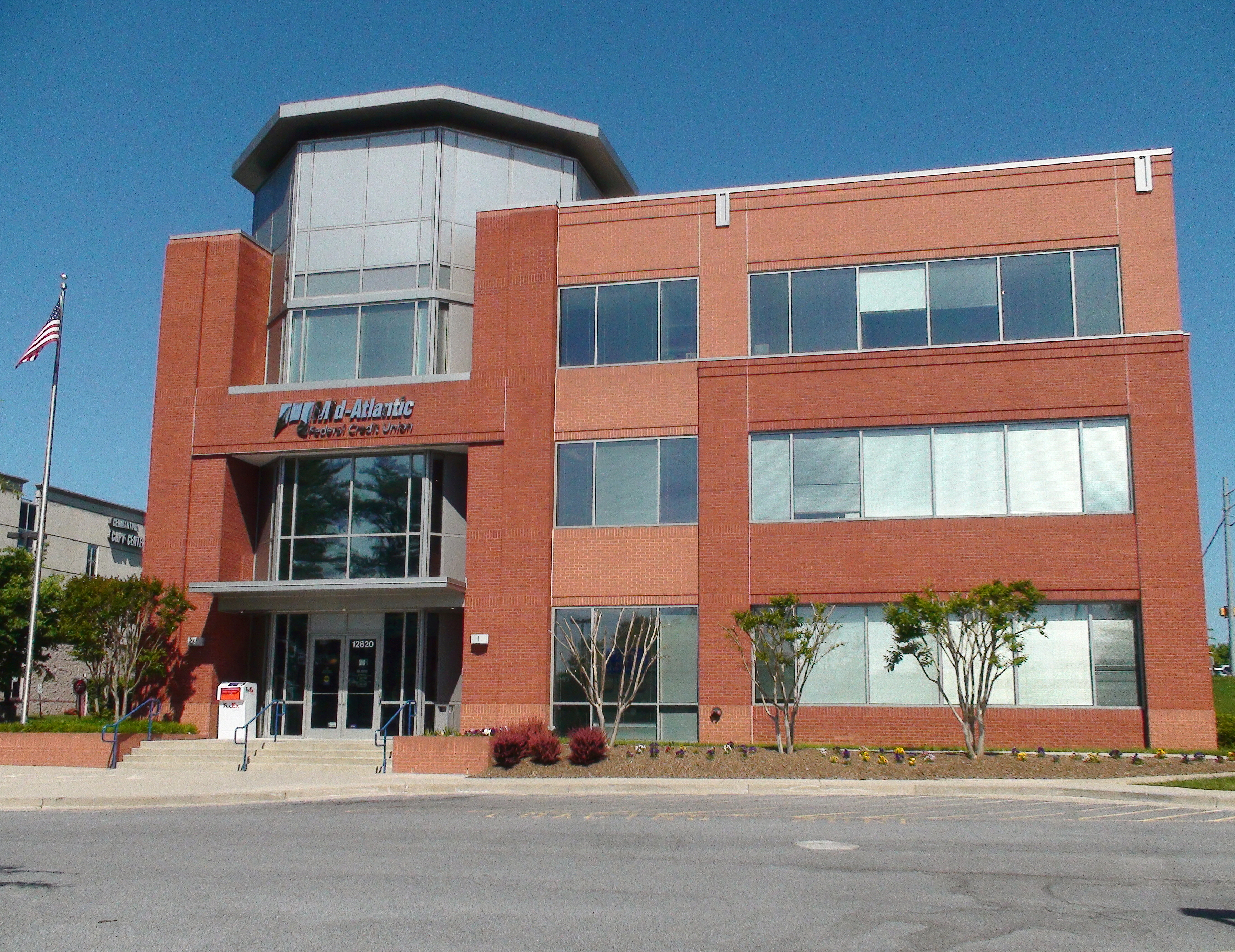
ミッド・アトランティック・フェデラル・クレディット・ユニオンのジャーマンタウン支店、2014年5月撮影

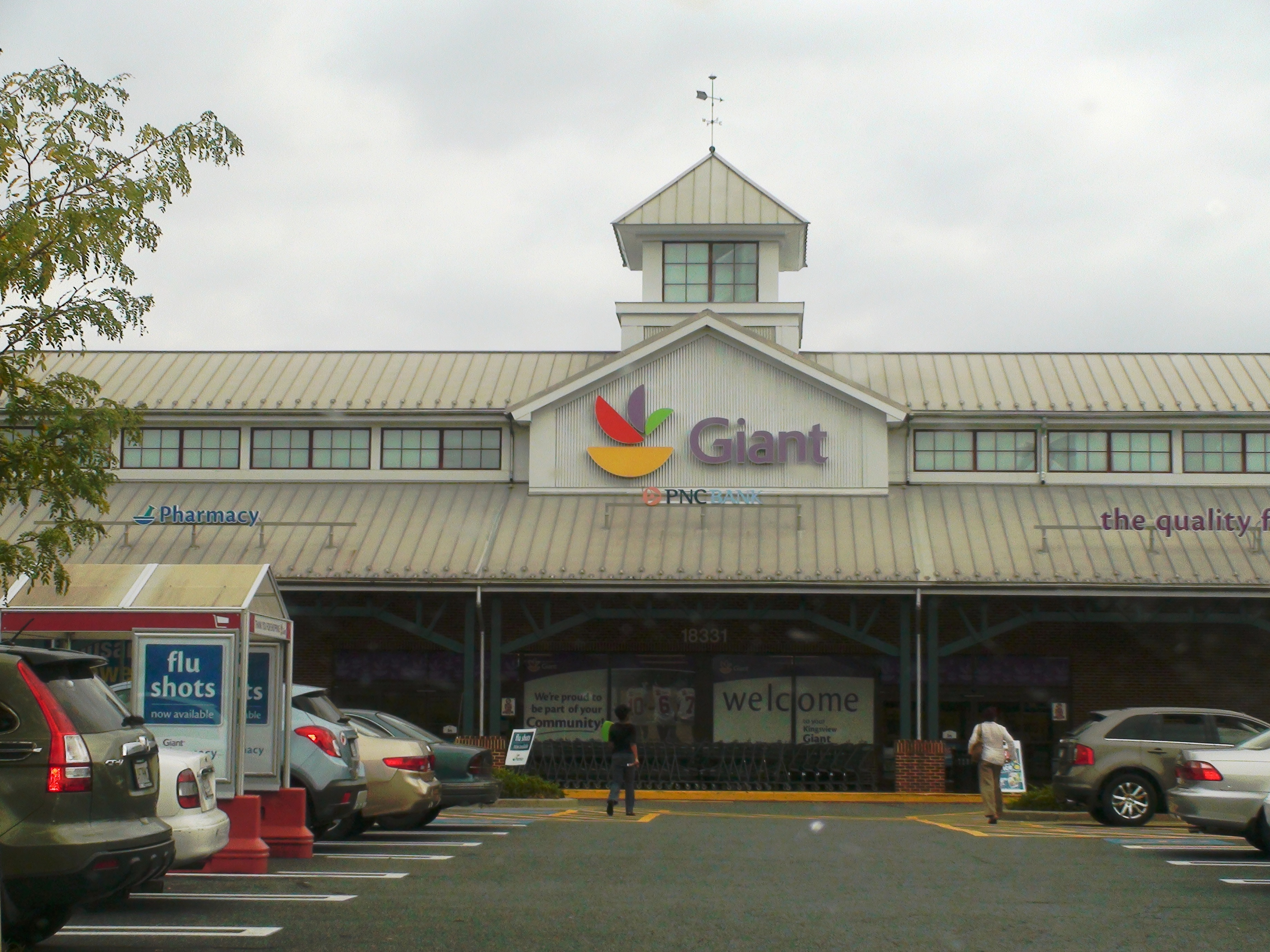
ジャイアント・フードの店舗、2013年9月撮影

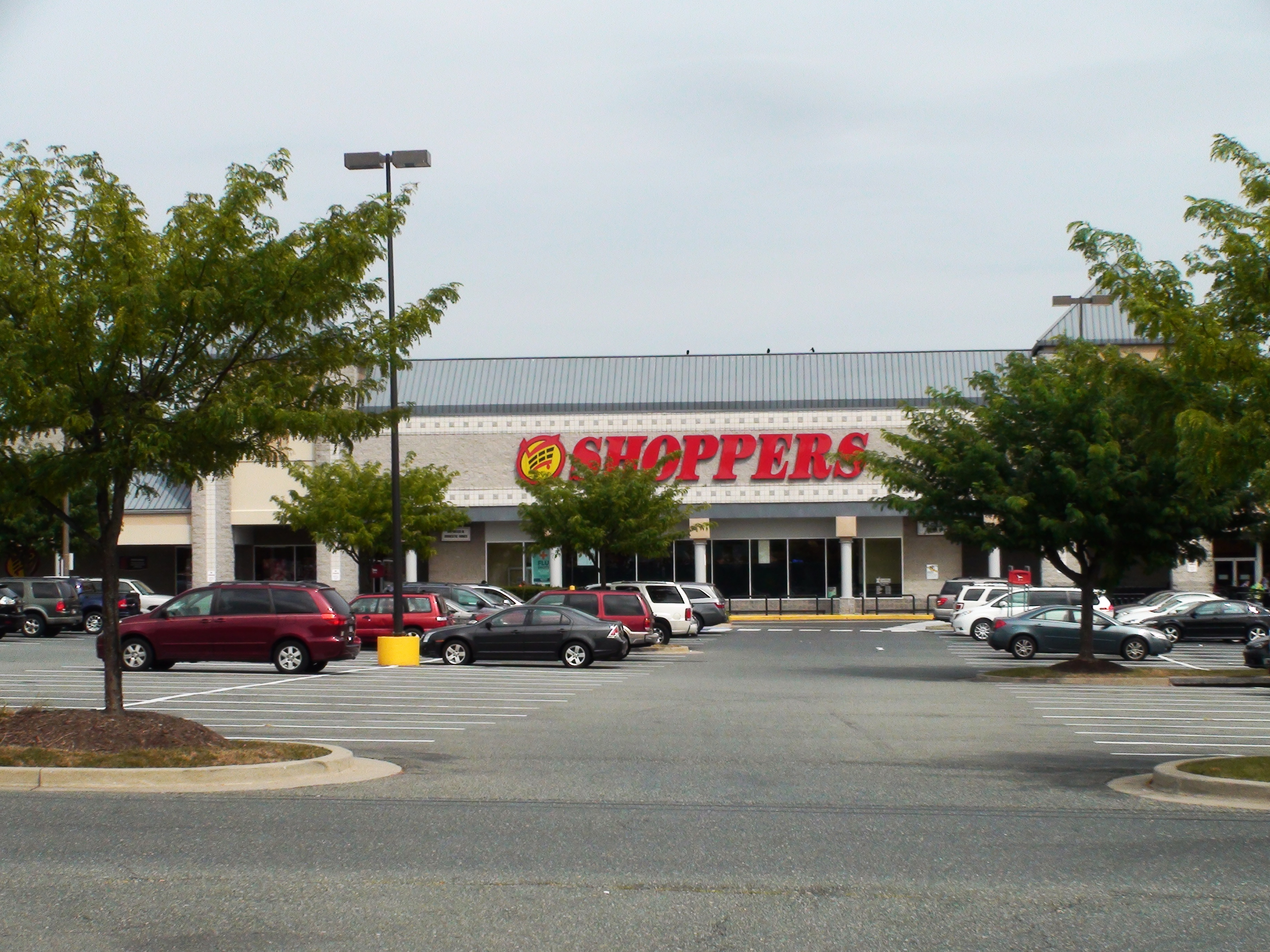
ショッパーズ・フード & ファーマシーの店舗、2013年9月撮影

ライブラリー・システムズ & サービシーズ、クィアゲン北アメリカ（薬品）、アース・ネットワーク・システムズ Inc、ディジタル・レシーバー・テクノロジー Inc、ヒューズ・ネットワーク・システムズが、ジャーマンタウンに本社を置いている。
ワブテック、ゼロックス、ゼネラル・エレクトリック・アビエーション、ウェザーバグ、プロキシ・アビエーション・システムズがジャーマンタウンにオフィスを構えている。

## 地理

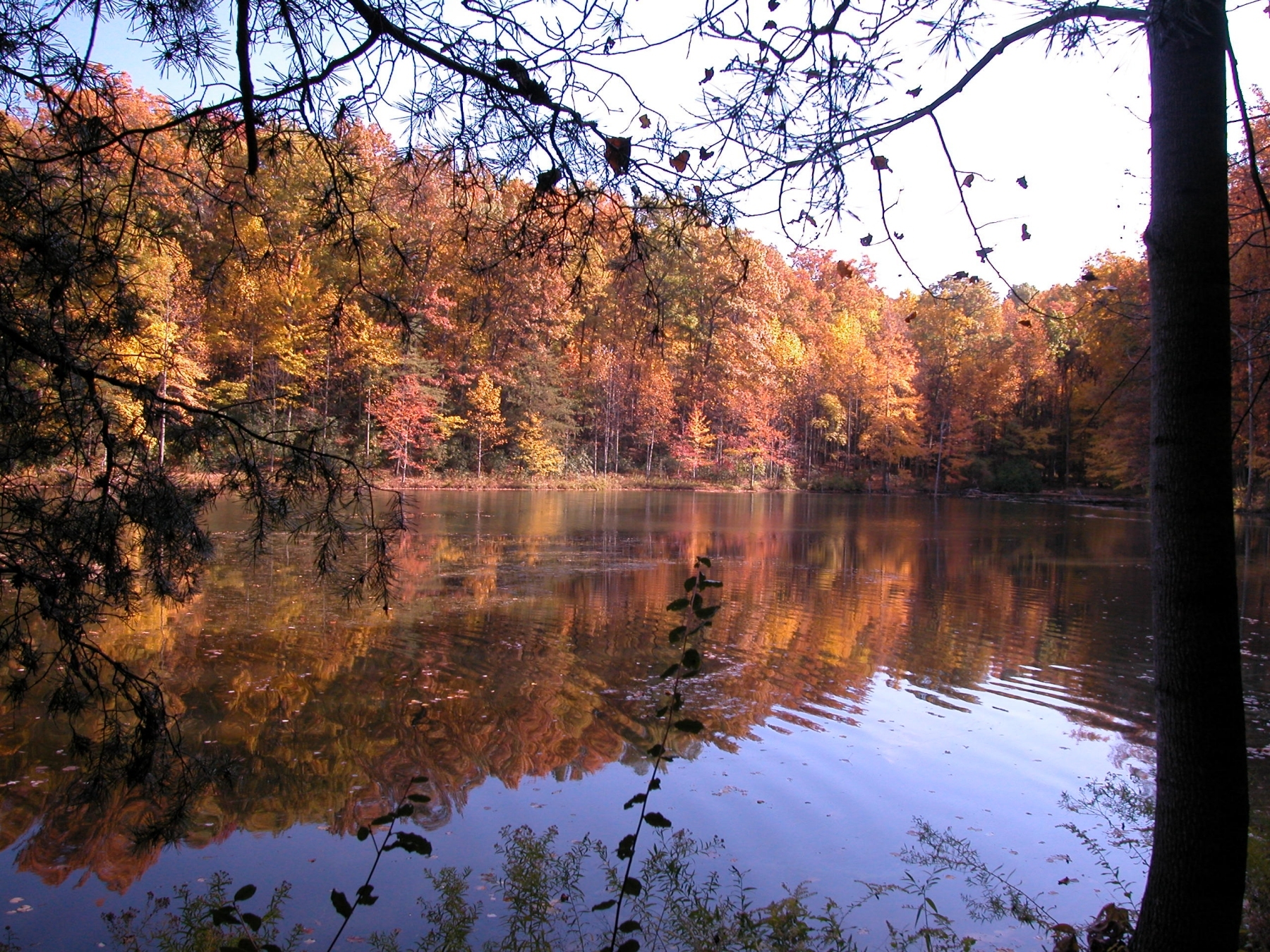
セネカ・クリーク州立公園のクロッパー湖、2002年10月撮影

ジャーマンタウンは北緯39度11分 西経77度16分 / 北緯39.183度 西経77.267度に位置し、標高は約428フィート (130 m) である。
アメリカ合衆国国勢調査局に拠れば、領域全面積は10.9平方マイル (28.0 km2)であり、このうち陸地10.8平方マイル (27.7 km2)、水域は0.1平方マイル (0.3 km2)で水域率は0.46%である

### 気候
ジャーマンタウンは温暖湿潤気候帯（ケッペンの気候区分: Cfa）にあり暑く湿気た夏と冷涼な冬が特徴である。年間を通じて降水がある。ピードモント台地の滝線上にあり、南や東にあるワシントンD.C.やシルバースプリングの町よりも気温が幾分低い。夏の午後は雷雨が多い。7月が最も暑く、平均気温は77°F (25.0 ℃)である。冬は天候が変わりやすく、散発的に雪が降ったり、長雨があったりする。1月が最も寒く、平均気温は33.5°F (0.8 ℃)である。年間平均降水量は40.36インチ (1,030 mm) である。
| ジャーマンタウンの気候 | ジャーマンタウンの気候 | ジャーマンタウンの気候 | ジャーマンタウンの気候 | ジャーマンタウンの気候 | ジャーマンタウンの気候 | ジャーマンタウンの気候 | ジャーマンタウンの気候 | ジャーマンタウンの気候 | ジャーマンタウンの気候 | ジャーマンタウンの気候 | ジャーマンタウンの気候 | ジャーマンタウンの気候 | ジャーマンタウンの気候 |
| 月                     | 1月                    | 2月                    | 3月                    | 4月                    | 5月                    | 6月                    | 7月                    | 8月                    | 9月                    | 10月                   | 11月                   | 12月                   | 年                     |
| ---------------------- | ---------------------- | ---------------------- | ---------------------- | ---------------------- | ---------------------- | ---------------------- | ---------------------- | ---------------------- | ---------------------- | ---------------------- | ---------------------- | ---------------------- | ---------------------- |
| 最高気温記録 °F （°C） | 78 (26)                | 82 (28)                | 89 (32)                | 95 (35)                | 96 (36)                | 100 (38)               | 105 (41)               | 102 (39)               | 99 (37)                | 91 (33)                | 85 (29)                | 80 (27)                | 105 (41)               |
| 平均最高気温 °F （°C） | 40 (4)                 | 44 (7)                 | 53 (12)                | 65 (18)                | 73 (23)                | 81 (27)                | 85 (29)                | 83 (28)                | 76 (24)                | 65 (18)                | 55 (13)                | 44 (7)                 | 63.7 (17.5)            |
| 平均最低気温 °F （°C） | 27 (−3)                | 29 (−2)                | 36 (2)                 | 46 (8)                 | 55 (13)                | 64 (18)                | 69 (21)                | 67 (19)                | 60 (16)                | 48 (9)                 | 39 (4)                 | 31 (−1)                | 47.6 (8.7)             |
| 最低気温記録 °F （°C） | −13 (−25)              | −12 (−24)              | 5 (−15)                | 18 (−8)                | 28 (−2)                | 35 (2)                 | 38 (3)                 | 39 (4)                 | 28 (−2)                | 20 (−7)                | 10 (−12)               | −1 (−18)               | −13 (−25)              |
| 降水量 inch （mm）     | 2.88 (73.2)            | 2.81 (71.4)            | 3.61 (91.7)            | 3.22 (81.8)            | 4.13 (104.9)           | 3.49 (88.6)            | 3.67 (93.2)            | 2.90 (73.7)            | 3.83 (97.3)            | 3.29 (83.6)            | 3.53 (89.7)            | 3.00 (76.2)            | 40.36 (1,025.3)        |
| 出典：                 |                        |                        |                        |                        |                        |                        |                        |                        |                        |                        |                        |                        |                        |

## 人口動態
以下は2010年の国勢調査による人口統計データである。
| 基礎データ - 人口: 86,395 人 - 世帯数: 30,531 世帯 - 人口密度: 3,096.6人/km2（8,019人/mi2） 人種別人口構成 - 白人: 36.3% - アフリカン・アメリカン: 21.8% - ネイティブ・アメリカン: 0.2% - アジア人: 19.7% - 太平洋諸島系: 0.03% - その他の人種: 0.3% - 混血: 3.3% - ヒスパニック・ラテン系: 18.4% | 年齢別人口構成 - 18歳未満: 28.9% - 18-24歳: 7.7% - 25-44歳: 43.0% - 45-64歳: 17.3% - 65歳以上: 3.1% - 年齢の中央値: 31歳 - 性比（女性100人あたり男性の人口） - 総人口: 94.9 - 18歳以上: 90.6 世帯と家族（対世帯数） - 18歳未満の子供がいる: 41.2% - 結婚・同居している夫婦: 49.8% - 未婚・離婚・死別女性が世帯主: 13.7% - 非家族世帯: 32.4% - 単身世帯: 23.5% - 65歳以上の老人1人暮らし: 1.8% - 平均構成人数 - 世帯: 2.80人 - 家族: 3.19人 | 収入と家計 - 収入の中央値 - 世帯: 76,061米ドル - 貧困線以下 - 対人口: 6.5% - 対家族数: 3.5% - 18歳未満: 5.9% - 65歳以上: 9.9% |

| 人種別人口と構成比、ジャーマンタウン、2010年 |            |             |
| 人種                                         | 人口（人） | 構成比（%） |
| 総計                                         | 86,395     | 100         |
| 白人                                         | 31,102     | 36.3        |
| アフリカン・アメリカン                       | 18,813     | 21.8        |
| アジア人                                     | 17,001     | 19.7        |
| ヒスパニック                                 | 15,879     | 18.4        |
| その他の人種                                 | 258        | 0.3         |
| 混血                                         | 2,847      | 3.3         |
| ネイティブ・アメリカン                       | 172        | 0.2         |
| [ 37 ]                                       |            |             |

## 教育
ジャーマンタウンの公立学校はモンゴメリー郡公共教育学区が管轄している。
- 小学校: シーダーグローブ、クロッパーミル、フォックスチャペル、ジャーマンタウン、グレートセネカクリーク、キャプテン・ジェイムズ・E・デイリー・ジュニア、レイクセネカ、ロナルド・マクネア、サリー・K・ライド、スパーク・マツナガ、S・クリスタ・マコーリフ、ウォーターズランディング、ウィリアム・B・ギブス・ジュニアの各小学校
- 中学校: キングスビュー、ドクター・マーティン・ルーサー・キング・ジュニア、ニールズビル、ロベルト・W・クレメンテの各中学校
- 高校: ノースウェスト高校とセネカバレー高校

モンゴメリー・カレッジはモンゴメリー郡で最大の高等教育機関であり、ジャーマンタウンにキャンパスがある。

## 交通

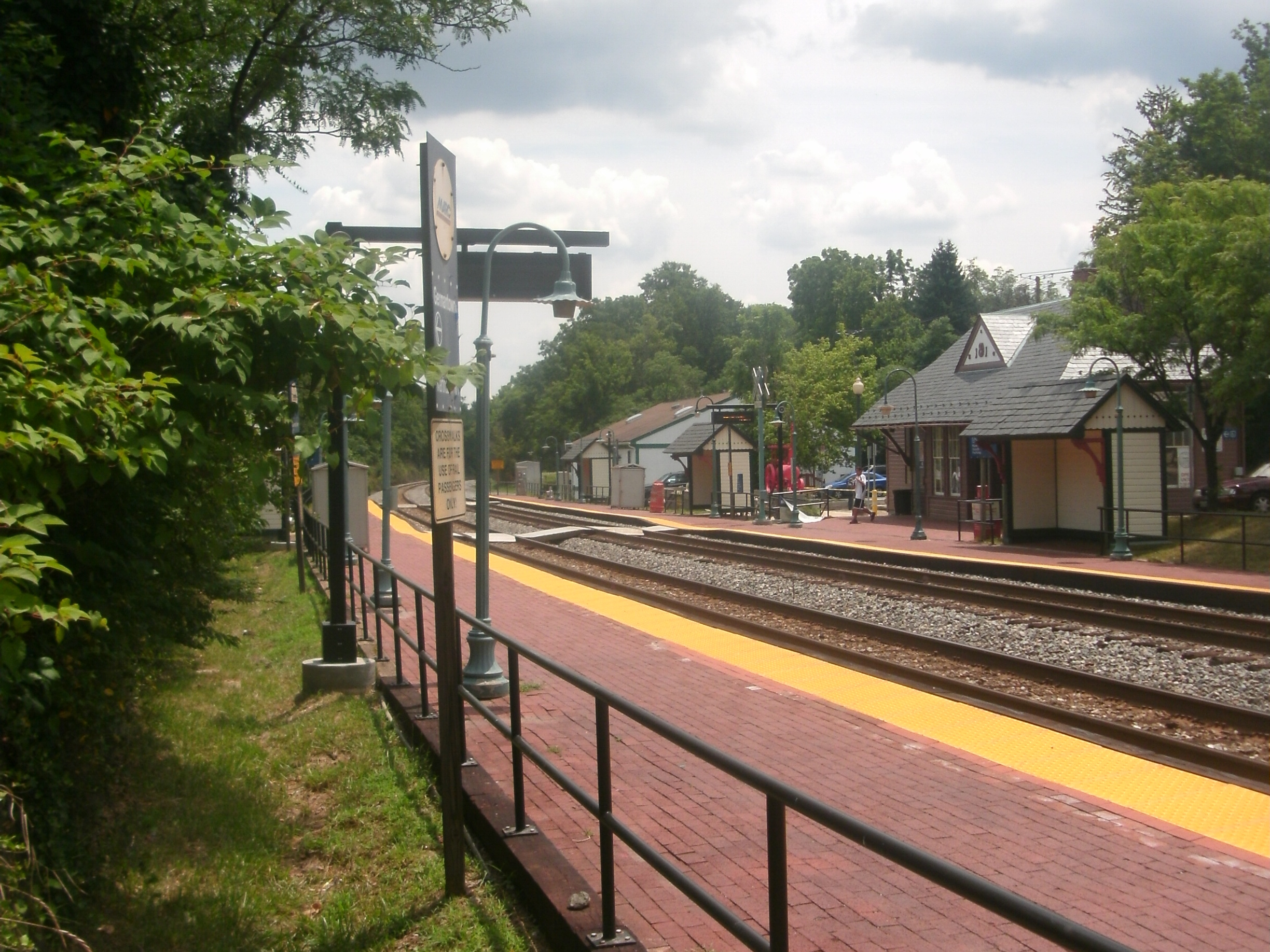
メリーランド地域通勤鉄道ジャーマンタウン駅、2012年7月撮影

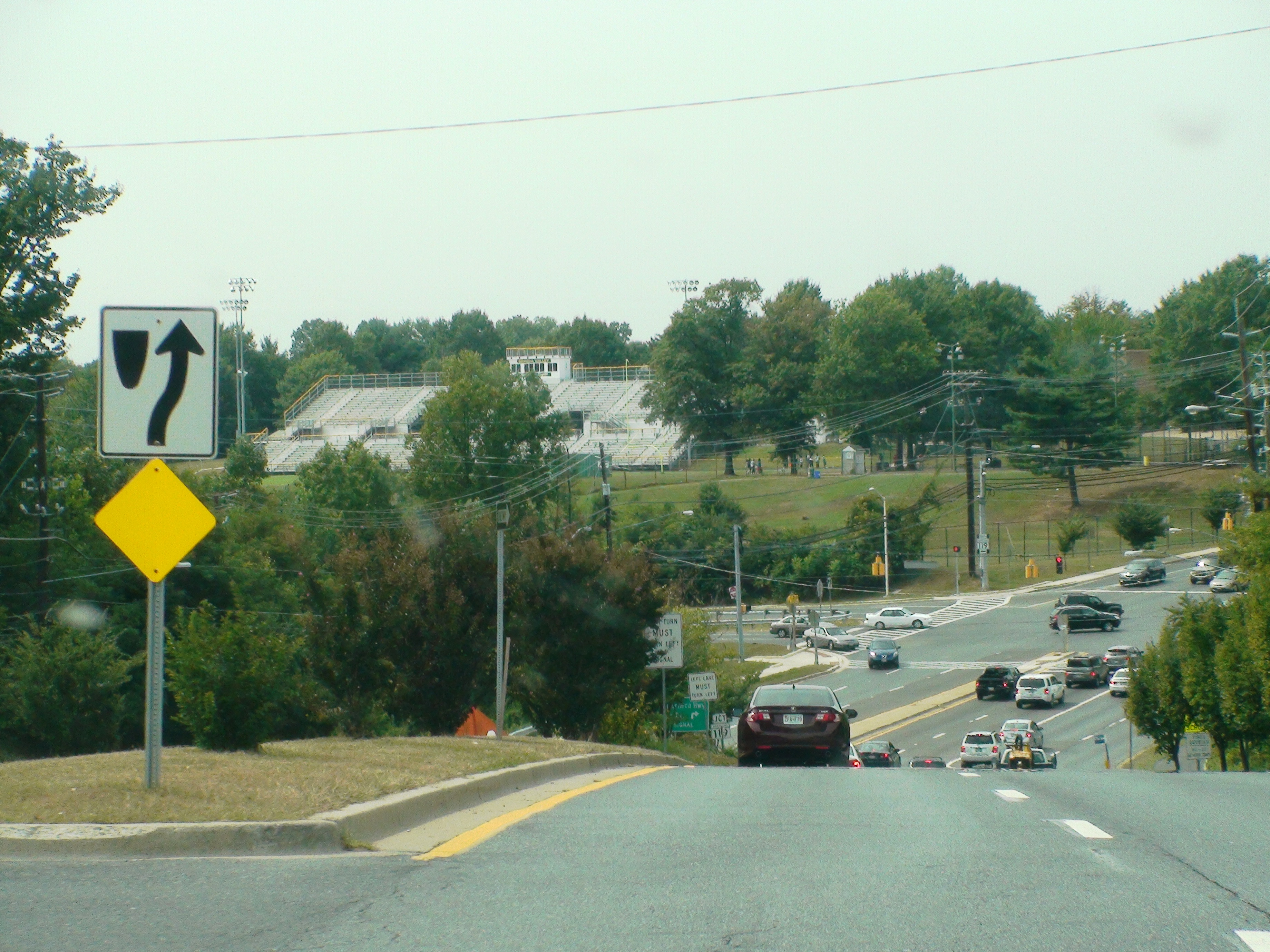
ミドルブルック道路とリッジクレスト・ドライブの交差点、2013年9月

ジャーマンタウンは州間高速道路270号線に二分されている。メリーランド地域通勤鉄道のブランズウィック線にジャーマンタウン駅がある。この路線はCSXトランスポーテーションのメトロポリタン支線を使っている。駅ビル自体はリバティミル道路とメイトニーヒル道路の角にあり、1891年にボルチモア・アンド・オハイオ鉄道のためにE・フランシス・ボールドウィンが設計したものを復元した。最初の駅は1978年に放火で焼けてしまい、その後に再建された。
モンゴメリー郡の公共バス交通体系である「ライド・オン」がジャーマンタウンの交通センターを主要なハブとして20路線を運行している。ライトレールのランジットウェイを計画中であり、完成すれば、ゲイサーズバーグ近く、シャディグローブ駅でワシントンメトロのレッドラインに接続し、北のクラークスバーグまでが繋がる。

## 文化

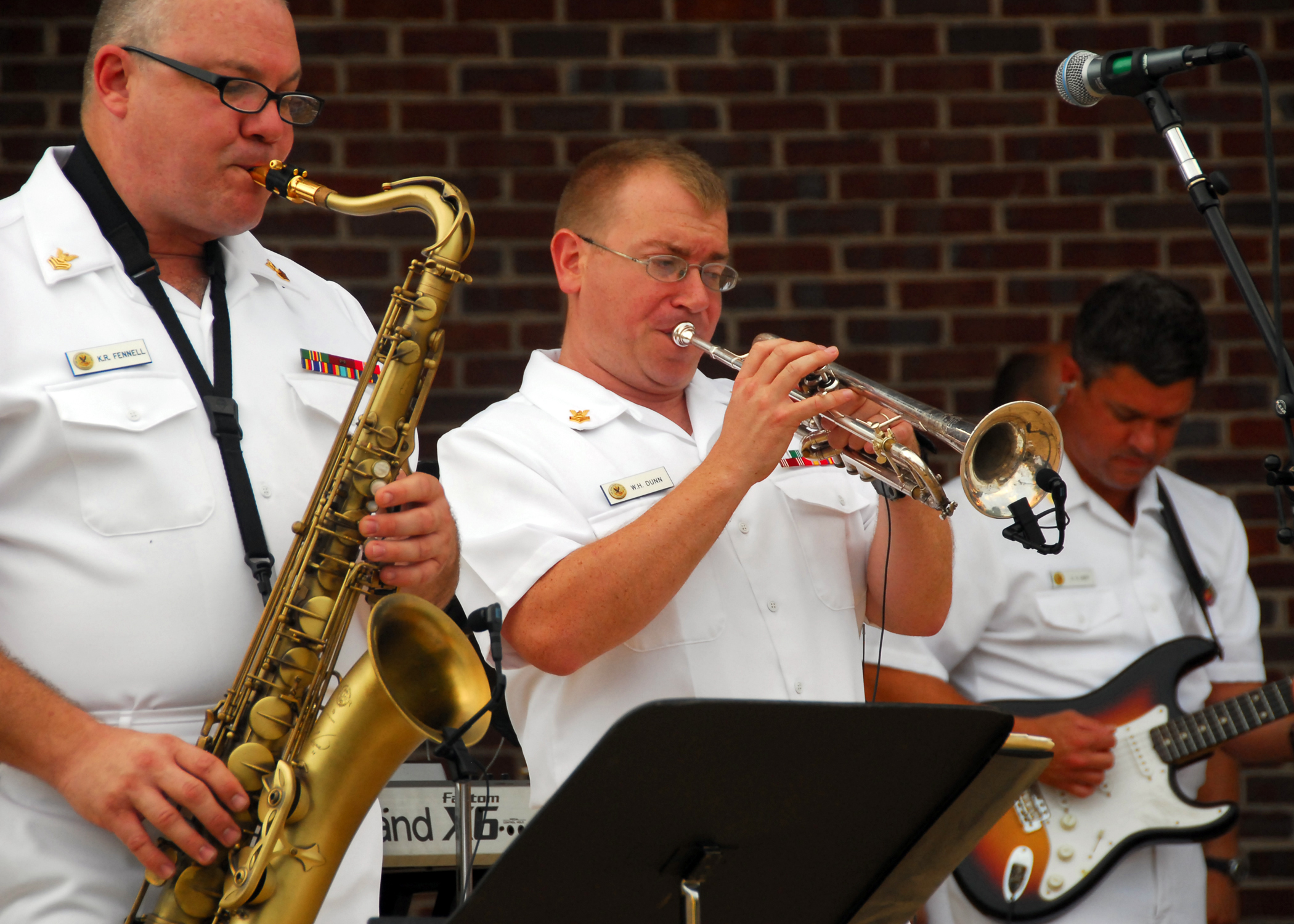
ブラックロック芸術センターで演奏するアメリカ海軍のバンド、2009年8月1日

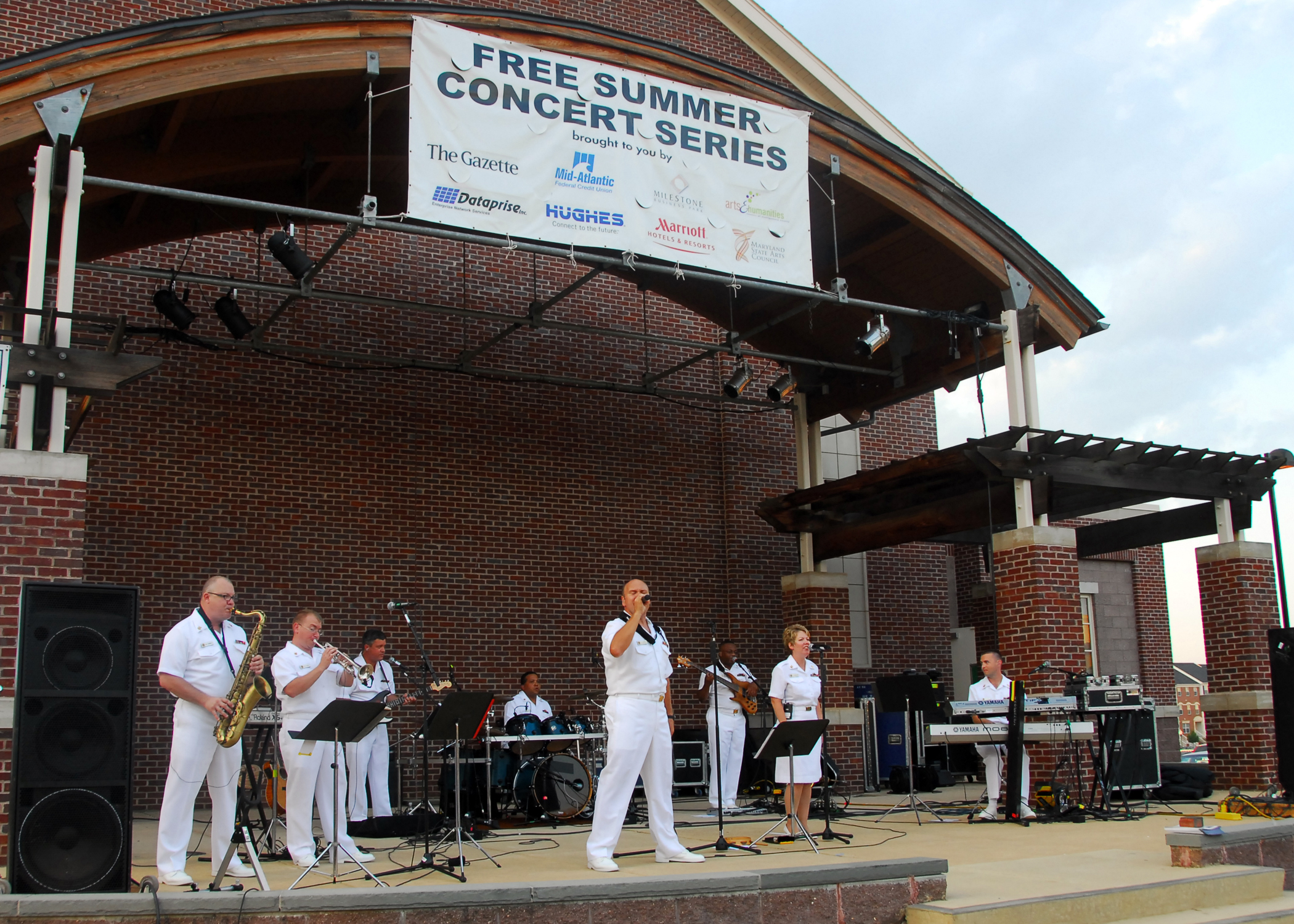
同上

### 音楽
ブラックロック芸術センターが中心街のジャーマンタウン・タウンセンターにある。このセンターは毎年秋に開催されるジャーマンタウン・オクトーバーフェストを開催し、伝統的なドイツ民謡、ロック、ポップなど様々なジャンルの音楽を提供している。ハーモニー・イクスプレス・メンズコーラスは、ジャーマンタウンを本拠地にする男声4部のアカペラ・コーラスグループである。
バンドのクラッチもジャーマンタウンの出身である。

### スポーツ
スポーツ施設のメリーランド・サッカープレックスがジャーマンタウンにある。この施設は現在全米女子サッカーリーグのワシントン・スピリットが本拠地にしている。またアマチュア、大学、地域のサッカー競技会も開催されている。

### メディア
ジャーマンタウンでは週刊紙の「ザ・ガゼット」が発行されており、また「ジャーマンタウン・パルス」というニュースと情報のウェブサイトもある。

## 大衆文化の中で
- FOXチャンネルのSFテレビドラマ『Xファイル』では幾つかのエピソードにジャーマンタウンが登場しており、特に生物医学光学や研究の分野の温床である。
- 2008年のテレビゲーム『Fallout 3』にジャーマンタウンが登場している。町は核戦争で破壊され、警察署の1つがミュータントの運営する刑務所になっている[40]。
- 同じくテレビゲームの『スプリンターセルシリーズ』の主人公サム・フィッシャーは、ゲームのノベライズ版に拠れば、ジャーマンタウンの農園に住んでいる。

## 著名な出身者
- ウォルター・ジョンソン、メジャーリーグベースボール選手、ワシントン・セネタース、引退後の1935年から、死ぬ1946年まで、母と子供たちと共にジャーマンタウンの農園に住んだ[14]
- ロックバンド、フーティー・アンド・ザ・ブロウフィッシュのメンバー、セネカバレー高校卒
- ロックバンド、クラッチのメンバー、セネカバレー高校卒に通い、バンドを結成した